# 大河镇 (桐梓县)
大河镇，是中华人民共和国贵州省遵义市桐梓县下辖的一个乡镇级行政单位。

## 行政区划
大河镇下辖以下地区：
向阳村、罗溪村、天桥村、龙坪村、七二村、石牛村和上台村。